# Palle Jeppesen
Palle Jeppesen (født 1941, Vordingborg) er en dansk elektroingeniør og professor emeritus i optisk kommunikation på Danmarks Tekniske Universitet. Han har siddet i en lang række bestyrelser, råd og komitéer inden for forskning og optik, og han har modtaget flere priser for sin forskning.

## Uddannelse og karriere
Jeppesen blev uddannet i elektrofysik på Danmarks Tekniske Universitet i 1967, og han tog derefter en licentiatgrad i mikrobølger fra samme sted i 1970 Elektromagnetisk Institut (EMI) på DTU. Under denne uddannelse var han ansat som forskningsassistent på Cornell University Ithaca, New York i 1969 og projektingeniør hos Cayuga Associates, ligeledes i Ithaca. Begge steder forskede han i GaAs Gunn-effekter ved mikrobølgeoscillatorer.
Han blev ansat som forsker på EMI i 1970, og blev forfremmet til lektor i 1972, hvilket han var frem til 1984. I 1974 ændrede han forskningsfelt fra mikrobølgeelektronik til optisk kommunikation, og i 1978 blev han dr.techn. Fra 1984 til 1989 var han forskingsprofessor, som en af de første ti af slagsen i landet. Han havde titlen professor fra 1984-2012. Han var leder for forskingsgrupen Optogroup fra 1974-1988, og herefter leder for Center for Bredbånds Telekommunikation fra 1988-1998. Han fungerede også som deltids leder af forskingsafdelingen hos NKT A/S i 1982-1984. Han var leder for Systemkompetenceområdet på forskingscenteret COM på DTU. Fra 2008 og fremefter har han været EU-projektrådgiver på DTU Fotonik. I 2012 blev han professor emeritus.
Han koordinerede DTU's deltagelse i EUprojektet EU ACTS project METON (METropolitan Optical Network) fra 1995-1998, og bidrog til de fire EU IST projekter METEOR (MEtropolitan TErabit Optical Ring), STOLAS (Switching Technologies for Optically Labeled Signals), TOPRATE (Terabit/s Optical Transmission Systems based on Ultra-High Channel Bitrate) og LASAGNE (All-optical Label Swapping Employing Optical Logic Gates in Network Nodes).
Han har været formand for Forsvarets Forskningsudvalg, medlem af NATO's forskings- og teknologiråd, og NATO's videnskabskomité. Han har også siddet som medlem af Danmarks Forsknings- og Innovationspolitiske Råd og bestyrelserne i erma, Kryolitselskabet Øresund, Telecom Danmark og DELTA (Danish Electronics, Light & Acoustics. Han har siddet i komitéen for det tekniske program i de amerikanske konferencer Optical Fiber Communication Conference (OFC) og Conference on Lasers and Electro-Optics (CLEO) samt for European Conference on Optical Communication (ECOC). Han var konferencer formand for ECOC i 1981 og igen i 2002.
I perioden 2003-2012 var han i bestyrelsen for Alex. Foss' Guldmedalje, G.A. Hagemanns Guldmedalje og Julius Thomsens Guldmedalje. Han sad også i det svenske forskningsråd (Vetenskapsrådet) og DTU's forskingsrådskomité i 2005-2008.
Han har skrevet over 100 videnskabelige artikler.

## Hæder
- 1974: P. Gorm Petersens Mindelegat
- 1978: Essoprisen
- 1987: Reinholdt W. Jorck og Hustrus Fond
- 1988: Villum Kann Rasmussens Årslegat[3]
- 2005: Alex. Foss' Guldmedalje[4]
- 2009: Ridder af Dannebrog